# Tarnów (województwo lubelskie)
Tarnów – wieś w Polsce położona w województwie lubelskim, w powiecie chełmskim, w gminie Wierzbica.
W latach 1975–1998 miejscowość położona była w województwie chełmskim. 
Wieś jest sołectwem w gminie Wierzbica. Według Narodowego Spisu Powszechnego (III 2011 r.) liczyła 95 mieszkańców i była piętnastą co do wielkości miejscowością gminy.
Wierni Kościoła rzymskokatolickiego należą do parafii św. Stanisława w Wereszczynie.

## Części wsi
| SIMC    | Nazwa  | Rodzaj    |
| ------- | ------ | --------- |
| 1027113 | Stawek | część wsi |

## Historia
Cerkiew parafialną erygował tu Maksymilian Andrzej Fredro, kasztelan lwowski, dziedzic Tarnowa. W roku 1646 według Słownika została oblatowana. 
W połowie XIX w. właścicielami dworu w Tarnowie był Aleksander Hempel i Maria z Bogdanowiczów. Pod koniec lat 1860., w dworze rodziny Hemplów gościł Oskar Kolberg.
Tarnów II połowy XIX został opisany jako wieś, folwark i dobra tej nazwy w powiecie chełmskim (1867–1975), gminie Olchowiec, parafii Wereszczyn. Wieś położona 21 wiorst na północ od Chełma oraz 7 wiorst na wschód od Wereszczyna, na wzgórzach otaczających błotnistą dolinę, stanowiącą dno opadłego niedawno jeziora, którego pozostałości (jak opisuje Słownik) jeszcze w wieku XIX istnieją. Wody odchodzą z doliny do rzeki Uherki. Naprzeciw Tarnowa od południowy zachód leży Tarnowska Wola. Wieś Tarnów posiadała w 1892 roku 48 osad także cerkiew parafialną drewnianą. Do folwarku Tarnów należy wówczas młyn wodny, cegielnia, piec wapienny. Według spisu miast, wsi, osad Królestwa Polskiego w 1827 roku było tu 46 domów i 343 mieszkańców. 
Dobra Tarnów w roku 1871 składały się z folwarków: Tarnów i Wólka Tarnowska, rozległe wówczas na 3637 mórg. Wskutek częściowych odprzedaży, w r. 1875 fol. Tarnów miał tylko mórg 1067. Wieś Tarnów w tym okresie posiadała osad 43, z gruntem mórg 1151, natomiast Wola alias Wólka Tarnowska osad 64, z gruntem mórg 1619, wieś Hatyska osady 2 z gruntem mórg 46. Na rozparcelowanym obszarze majątku powstał folwark Aleksandrówka z gruntem 265 mórg i kolonie, mające od 25 do 45 mórg obszaru. 
Po licytacji dóbr tarnowskich w 1875 r., zostały one przejęte przez Towarzystwo Kredytowe Ziemskie w Lublinie, a następnie w 1878 odsprzedane Walerianowi Surawskiemu.
W maju 1942 Niemcy spacyfikowali wieś. Za pomoc partyzantom i ukrywającym się Żydom, zamordowali 40 osób.